# Польське-Ґроново
Польське-Ґроново (пол. Polskie Gronowo, нім. Polnisch Grünhof) — село в Польщі, у гміні Ґнев Тчевського повіту Поморського воєводства.
Населення — 348 осіб (2011).
У 1975-1998 роках село належало до Гданського воєводства.

## Демографія
Демографічна структура станом на 31 березня 2011 року:
|          | Загалом | Допрацездатний вік | Працездатний вік | Постпрацездатний вік |
| -------- | ------- | ------------------ | ---------------- | -------------------- |
| Чоловіки | 170     | 40                 | 113              | 17                   |
| Жінки    | 178     | 45                 | 100              | 33                   |
| Разом    | 348     | 85                 | 213              | 50                   |